# İsmail Hakkı Ketenoğlu
İsmail Hakkı Ketenoğlu (* 14. Juli 1906 in Kastamonu; † 1977) war ein türkischer Jurist und 1970 bis 1971 Präsident des türkischen Verfassungsgerichts.

## Laufbahn
Ketenoğlu schloss 1928 sein Studium an der juristischen Fakultät der Universität Ankara ab und wurde im selben Jahr als stellvertretender Staatsanwalt nach Gaziantep berufen. Während er Präsident der Großen Strafkammer in Istanbul war, wurde er 1952 zum Mitglied des Kassationshofs der Türkei ernannt. 1959 wurde er zur Generalstaatsanwaltschaft der Republik versetzt.
Am 28. Mai 1962 wurde er zum ordentlichen Mitglied des Verfassungsgerichts ernannt und dort am 15. Dezember 1970 zum Präsidenten gewählt. Er war bis zum 13. Juli 1971 im Amt.